# Pompás papagájvirág
A pompás papagájvirág (Strelitzia reginae) az egyszikűek (Liliopsida) osztályában a gyömbérvirágúak (Zingiberales) rendjébe tartozó papagájvirág-félék (Strelitziaceae) családjában a névadó nemzetség legismertebb, sokfelé termesztett faja.

## Származása, elterjedése
Nemzetségének többi fajával együtt a fokföldi flórabirodalomból származik, de nagyüzemi, szabadföldi termesztésének feltételeit a Kanári-szigeteken alakították ki.

## Megjelenése, felépítése
Húsos, lédús, 4–6 cm átmérőjű gyökere mélyen behatol az altalajba, és messzire terjed.
Töve elágazó, rövid ízközökkel. Egy-egy elágazásban 5-6 hosszúkás, a banánéra emlékeztető levelet hajt; az idősebb, kifejlett töveken akár 6–8 elágazás is lehet. Levélnyele hosszú. A levéllemez viaszos, kékes- vagy szürkészöld, 40–60 cm hosszú, vállban 8–20 cm széles, a csúcsa elkeskenyedik, főere jól fejlett.
Virágai virágzatban egyesülnek. Ezt egy 70–100 cm hosszú, hengeres, szárszerű képlet tartja — ez tulajdonképpen a levélhüvely. Ez a levélhüvely a virágzat csúcsán elhajlik, és csónakszerű buroklevélként azt kinyílás előtt védi, utána pedig tartja. A virágok (5-6, esetleg több) a buroklevelekben fejlődnek ki. Egyenként, egymás után nyílnak, és derékszögben meghajlított állapotukból egyenesednek ki. A különleges, madárfejre emlékeztető virágok szirmai dárda formájúak, ragyogó narancssárgák, illetve sötétkékek. Egy-egy virágszár a megtermékenyítés után 1–3 magtokot nevel.

## Képek

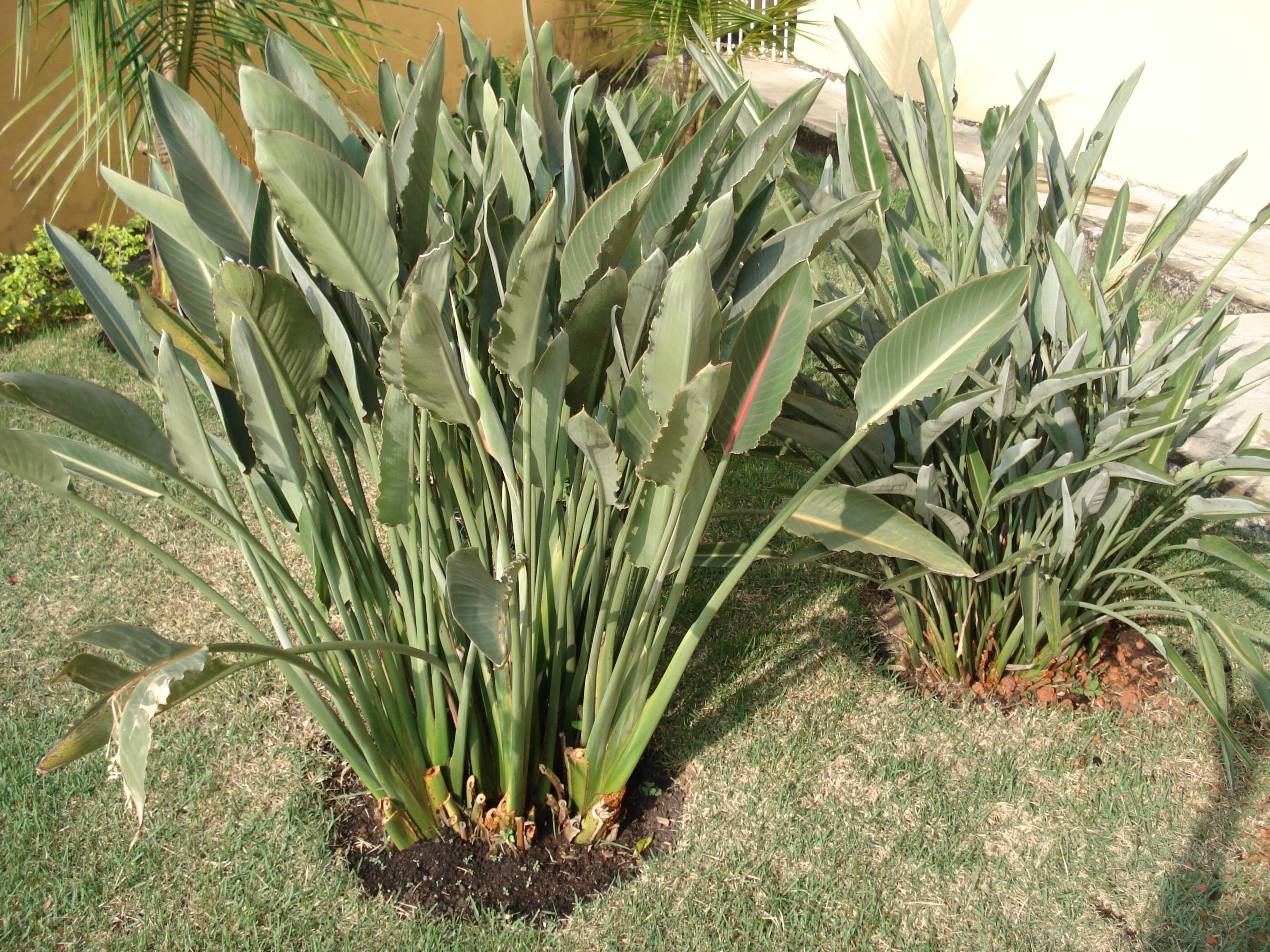
Habitusa
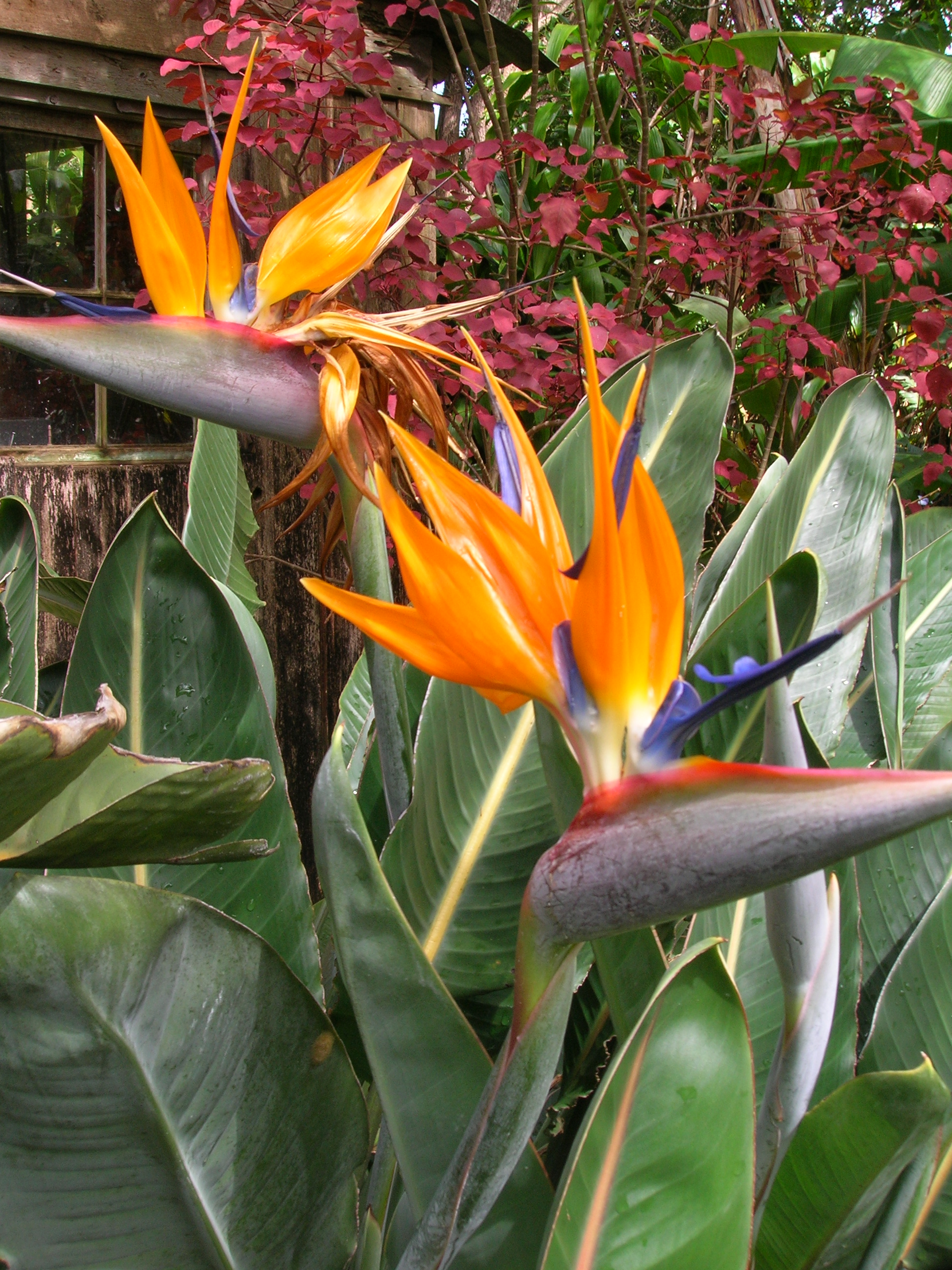
Virágai
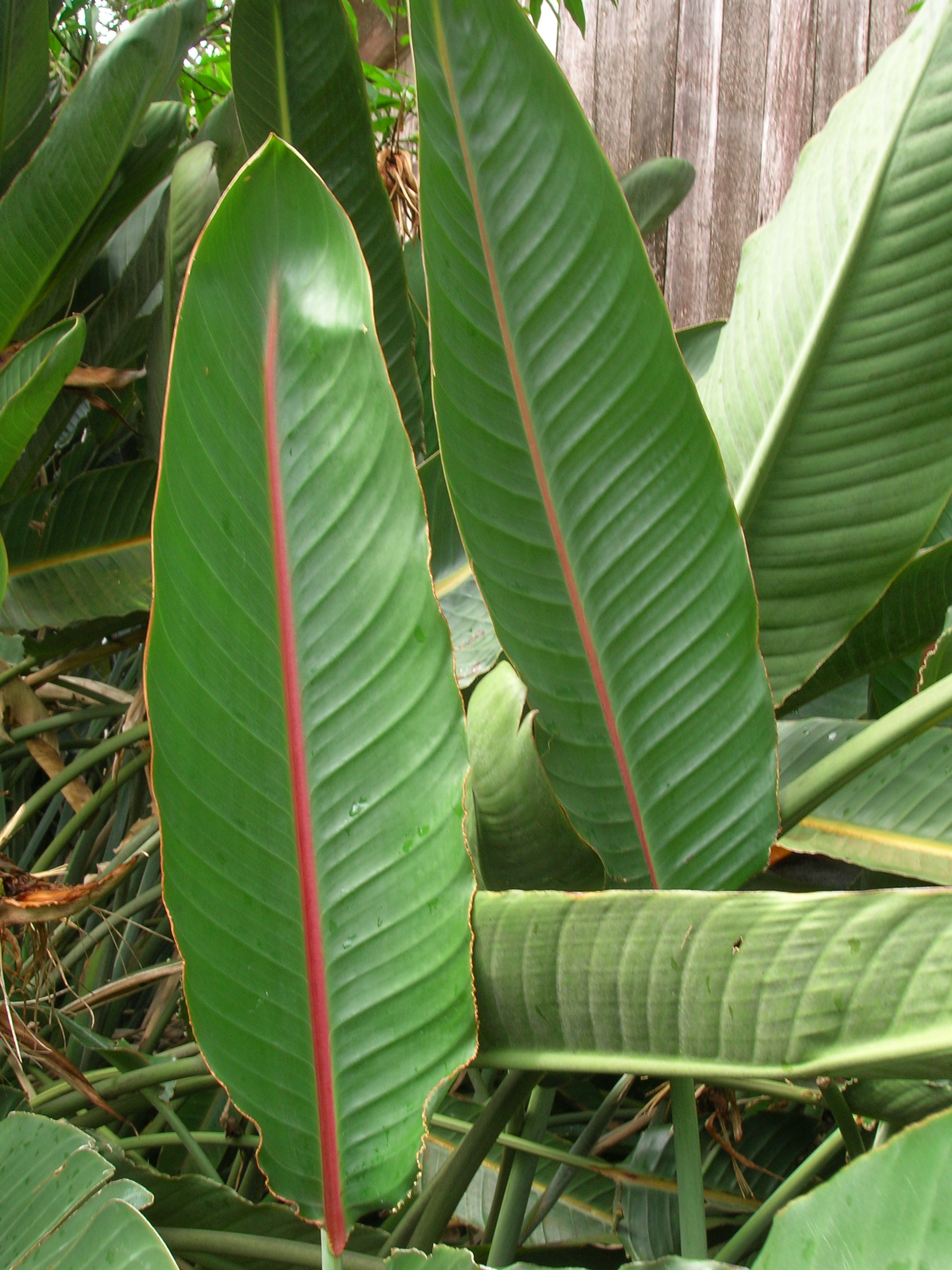
levelei
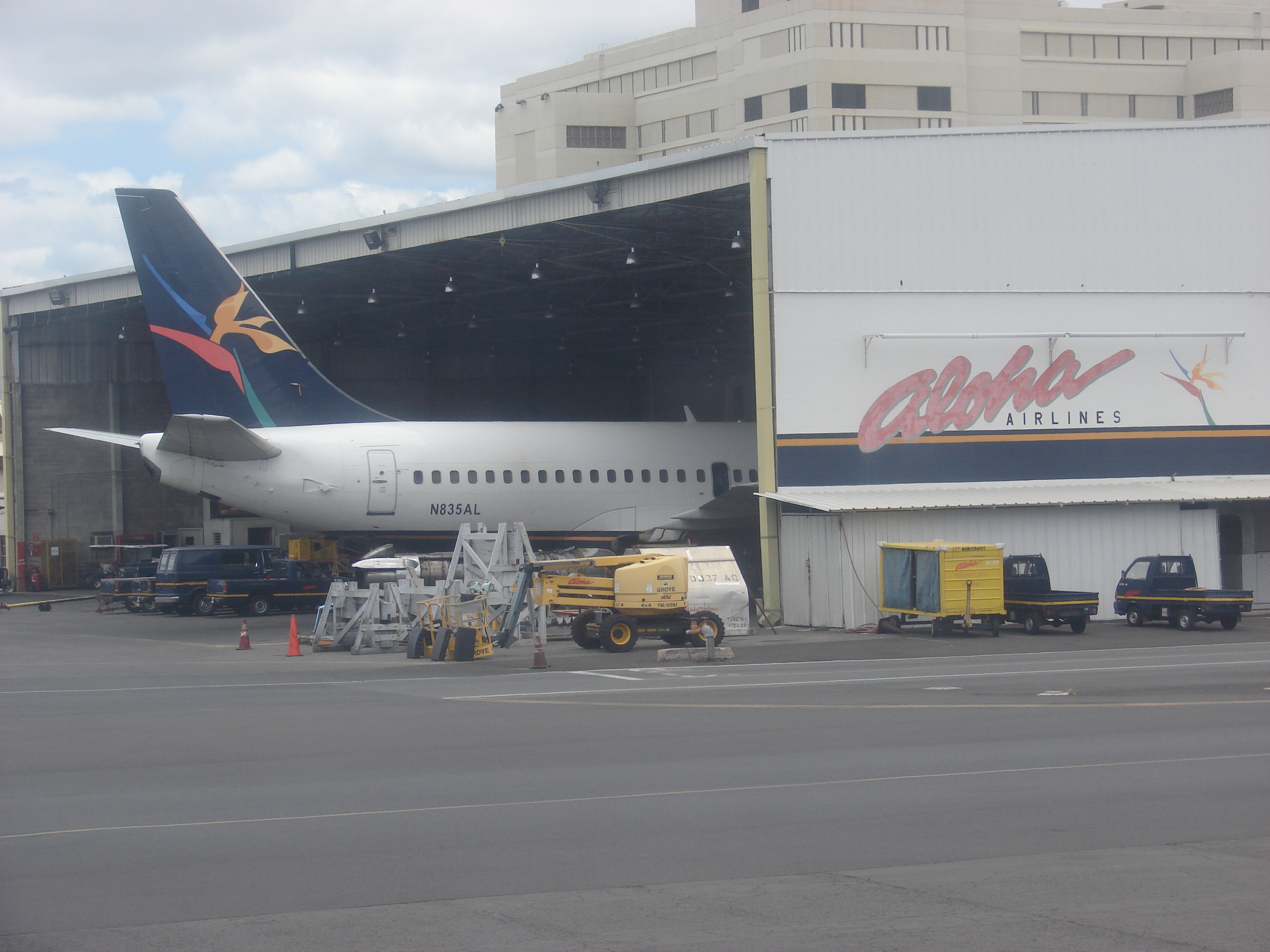
Papagájvirág motívum, Aloha Airline
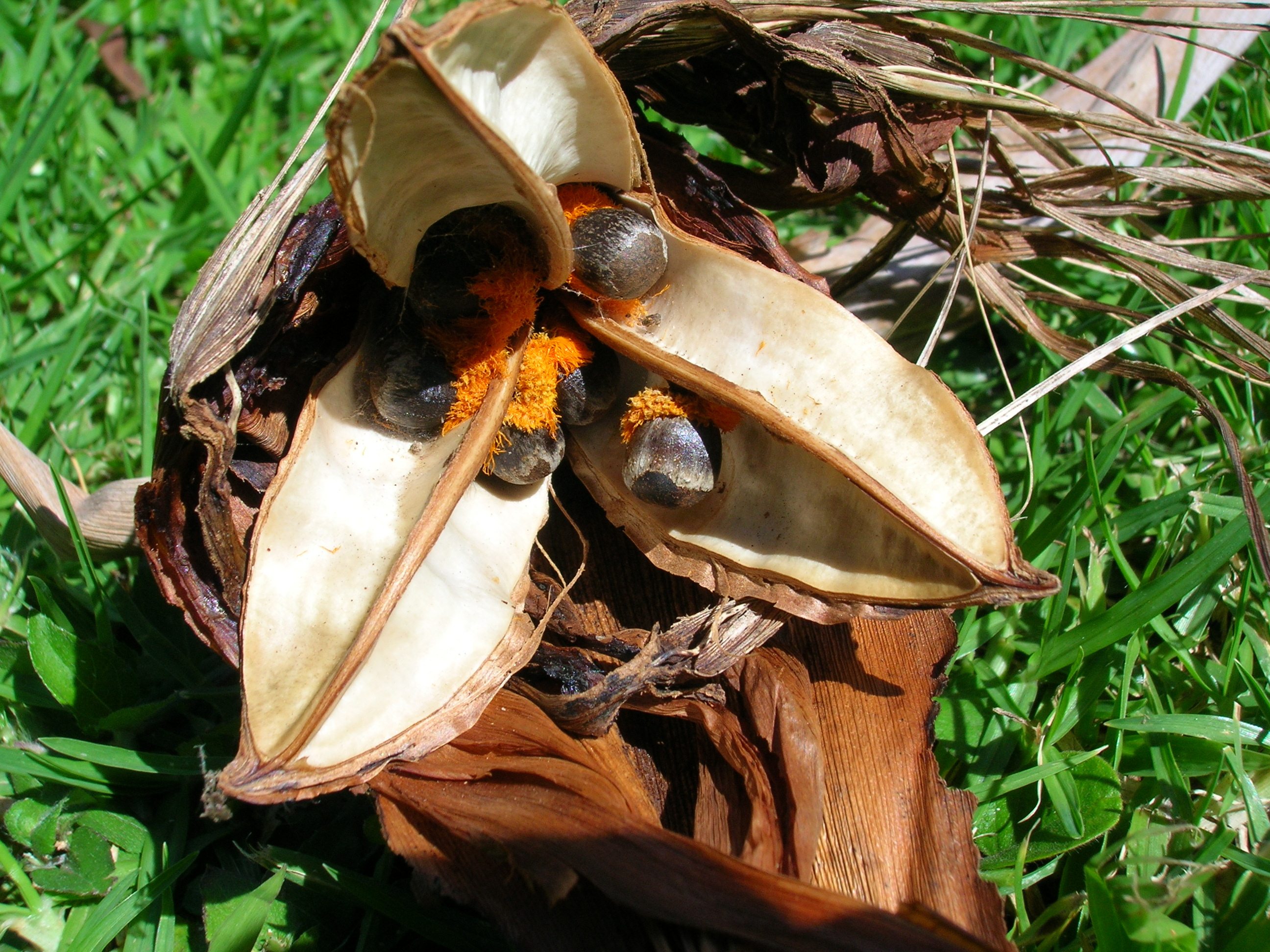
Termése
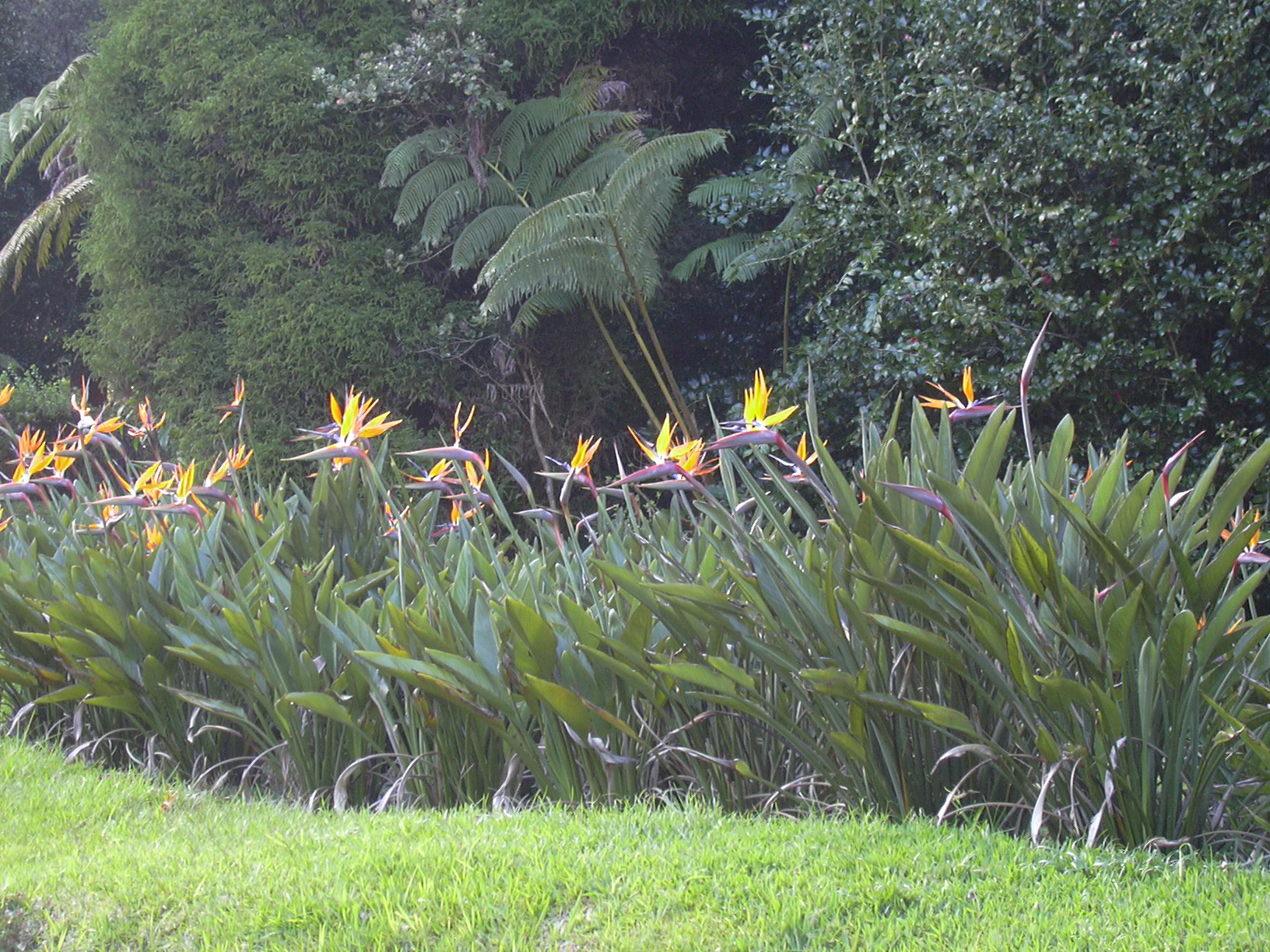
sövénynek ültetve, Hawaii

## Életmódja, termőhelye
Hosszú életű, erőteljesen fejlődő növény. Sok tápanyagot és savanyú talajt igényel. Kedveli a meleget és a napfényt, de a tűző naptól és a széltől óvni kell. + 10 °C felett átteleltethető, de folyamatosan virágzásához magasabb hőmérséklet ajánlott. Az átültetést rosszul tűri, mert ilyenkor a húsos gyökerek könnyen törnek.
A szárazságot jól viseli, de gyorsan csak nedves talajban fejlődik.
Sokáig virágzik. A magyar növényházakban egy őszi – tél eleji és egy tavaszi – nyár eleji periódusa alakult ki. Minden új virágzat megjelenése előtt egy új levelet is hajt. Egy-egy levele 6–8 évig él.
Természetes élőhelyén 2-3 évesen hozza első virágait.

## Alfajok, változatok
- Strelitzia reginae multiflora — sokat virágzó
- Strelitzia reginae ssp. mzimvubuensis —
- Strelitzia reginae ovata — nagy, ovális levelekkel
- Strelitzia reginae ssp. parviflora — kis levelű (csak dekorációnak alkalmas)
- Strelitzia reginae prolifera — két virágú
- Strelitzia reginae pumila — alacsony, halvány virágú
- Strelitzia reginae ssp. reginae — törzsváltozat

## Felhasználása
Az orchideák után az egyik legjellegzetesebb extra vágott virág. Mérete, feltűnő formája, virágszíne, valamint tartóssága miatt értékes. Vágott virágnak csak a Strelitzia reginae multiflorát termesztik. A magoncokat a második évtől válogatják. A rövidebb levélnyelű, nagy vállú, széles levéllemezű, pirosas főerű egyedek hozama a legjobb.